# Catherine de Rambouillet
Catherine de Rambouillet, Catherine de Vivonne, marquesa de Rambouillet ou simplesmente Madame de Rambouillet (Roma, 13 de dezembro de 1588 – Paris, 2 de dezembro de 1665), foi uma influente anfitriã, pioneira dos salons e figura central no movimento das précieuses na França.

## Biografia
Catherine nasceu em Roma no dia 13 de dezembro de 1588. Apreciadora das artes em geral, promoveu o primeiro salão literário em seu palácio parisiense.
Por causa de seus problemas de saúde, bem como costumes do Tribunal de Justiça, decidiu abrir  sua casa à escritores e artistas. Catherine era extremamente apaixonada por literatura, história, música, pintura escultura e falava várias línguas.
Manteve, com muito sucesso, um salão de beleza com a ajuda de sua filha Julia até 1645, quando se casou com o duque de Montausier
Catherine morreu em 2 de dezembro de 1665, aos 76 anos de idade.

### Em português
- (em português)-Literatura francesa em História do Mundo. Acessado em 24 de maio de 2007.
- (em português)-A cidade pré-industrial como centro de informação e comunicação por Peter Burke. CPDOC. Fundação Getúlio Vargas]. Acessado em 24 de maio de 2007.

### Em francês
- (em francês)-Une précieuse pas ridicule por Astrid Eliard em Le Figaro. Acessado em 24 de maio de 2007.